# Hispano Habit

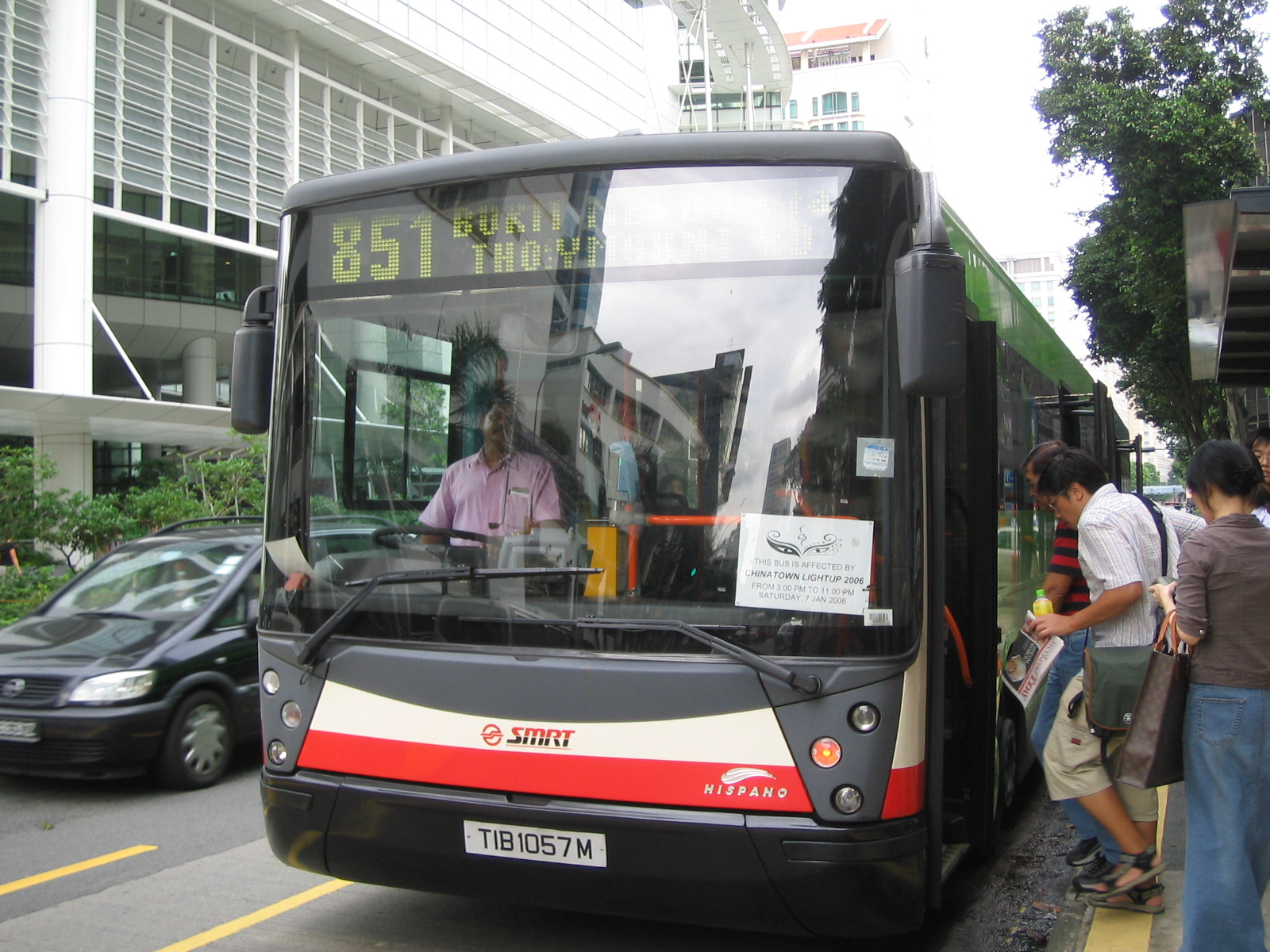
Mercedes-Benz O405G con carrocería Hispano Habit en Singapur.

El Habit fue un modelo de autobús fabricado por Hispano Carrocera,empresa que desapareció en 2014. 
Fue diseñado por Pininfarina.Este autobús se fabricó en versión urbana y low-entry. Se carrozaba sobre cualquier chasis del mercado y se vendía en versiones de 10,12 y 18m,también existió una versión de GNC, así como una híbrida.  
Se empezó a fabricar en 1999 para sustituir al Hispano V.O.V. 
En 2012, fue reemplazado por el Área con la denominación TATA-Hispano, aunque el Habit nunca se dejó de vender convivio con ambos modelos hasta 2014 que fue cuando desapareció Tata Hispano. 
Hispano tiene numerosas unidades de dicho modelo circulando por ciudades de toda España como por ejemplo: Madrid, Pamplona, Avilés, Oviedo, Sevilla o Barcelona, además está presente en algunos países del mundo como Malasia, Reino Unido y Venezuela.

## Características del modelo
Se trata de un vehículo creado principalmente para el transporte urbano. 
Cuenta con múltiples versiones. Puede adaptarse a cualquier longitud dependiendo del lugar donde vaya a prestar servicio. 
La longitud de las unidades rígidas está disponible entre los 9,7 y los 15 metros y la longitud de las articuladas estaba disponible en 18 metros. 
Media una anchura de 2,4 metros. 
Había disponibles modelos con dos puertas dobles, una de acceso y otra de salida. A partir de los 12 metros, es frecuente ver autobuses con dos puertas dobles de salida, una de ellas, tras el eje de tracción, en el voladizo trasero. 
También existen modelos en versión low entry que es que la entrada delantera estaba baja y dos escalones tras la puerta de salida para poder carrozar sobre bastidor de autobús interurbano y aun así poder ser accesible a viajeros de movilidad reducida.
Estaba disponible para ser fabricado sobre cualquier chasis del mercado y con numerosas configuraciones.